# Elisabet
|  | Per a altres significats, vegeu «Elisabet (desambiguació)». |

Elisabet és un personatge bíblic del Nou Testament, cosina de la Verge Maria, esposa del sacerdot Zacaries i mare de Sant Joan Baptista. És venerada com a santa a tota la cristiandat.

## Biografia
Segons l'Evangeli segons Lluc, 1, 36, Elisabet i el seu marit Zacaries eren justos davant Déu i vivien amb rectitud però no tenien fills. Zacaries va ser visitat per l'Arcàngel Gabriel que li va explicar que la seva dona aviat tindria un fill. Quan Elisabet ja era embarassada, rebé la visita de Maria, que estava embarassada de Jesús: el fet és conegut com a Visitació.
Les paraules d'Elisabet beneint Maria són molt conegudes i van donar lloc a l'oració cristiana de l'Ave Maria:
| «                | I quan s'apropava, Elisabet sentí la salutació de Maria, i l'infant es mogué en el seu si. I Elisabet fou plena de l'esperit de Déu i cridà en alta veu: "Beneïda ets entre les dones, i beneït el fruit del teu ventre". | » |
| — Lluc, 1, 41-42 | |   |

Elisabet i Maria eren parents: habitualment, la traducció emprada és la de "cosina", però la paraula original grega συγγενής (syngenés) serveix per designar diferents graus de parentiu.
Elisabet no és esmentada en cap altre evangeli. Alguns estudiosos de la Bíblia creuen que és un personatge fictici i que Lluc se'l va inventar per establir lligams familiars entre Jesús i Joan Baptista.

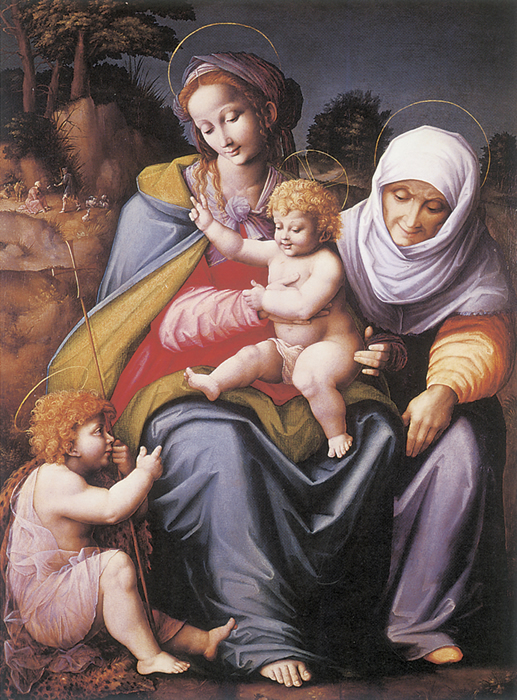
Elisabet amb Maria i els nens Joan i Jesús, per Bacchiacca, 1545
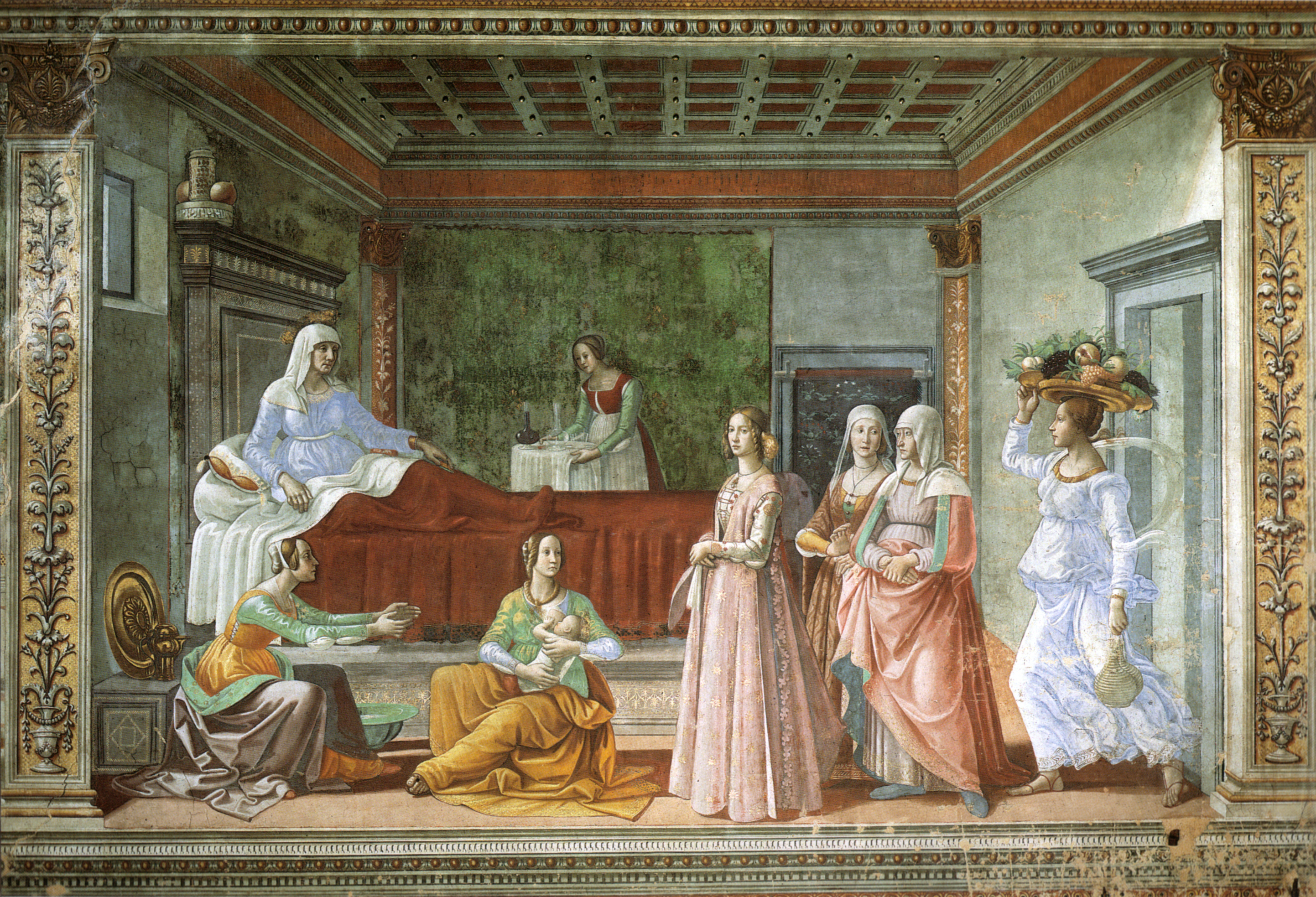
Naixement de Joan, fresc de Domenico Ghirlandaio, ca. 1490 (Florència, Capella Tornabuoni)
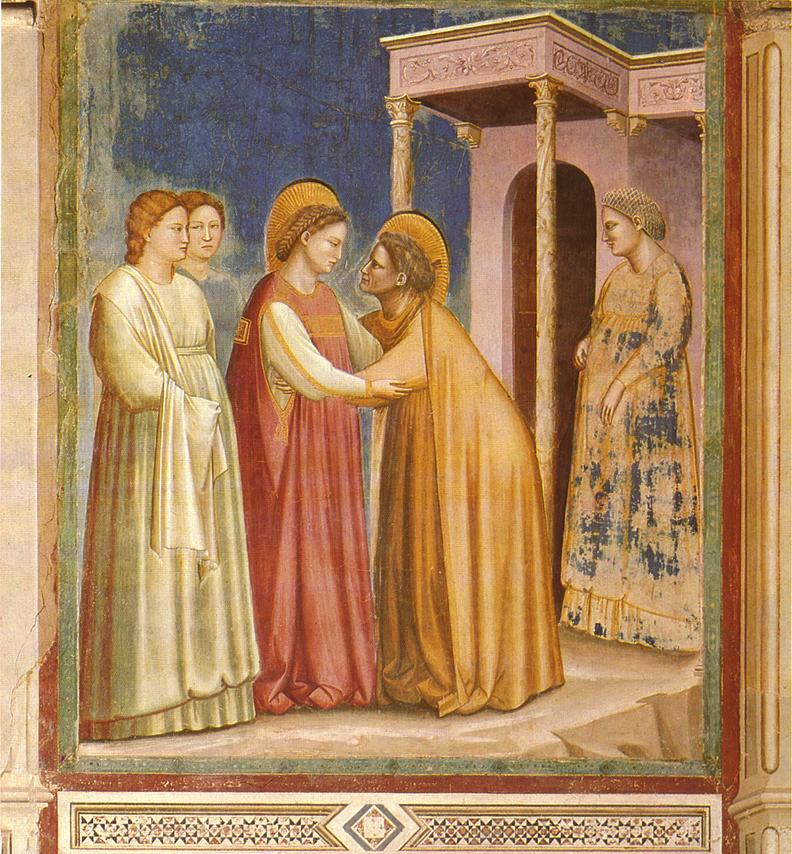
Visitació, per Giotto, ca. 1330 (Pàdua, Capella Scrovegni)
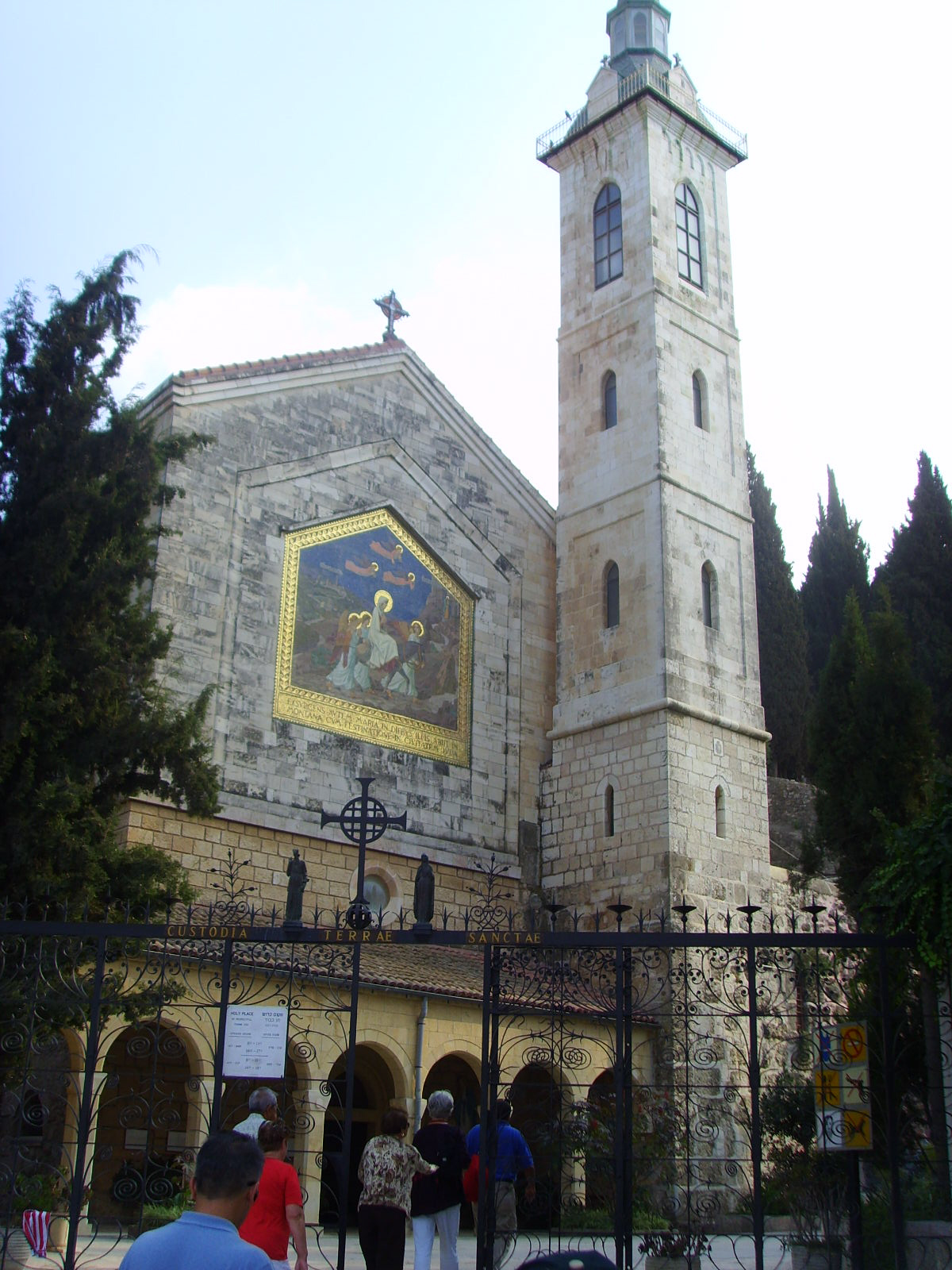
Església de la Visitació (Ain Karem, prop de Jerusalem)

## Veneració
Elisabet és considerada una santa en les tradicions catòliques, ortodoxes i anglicana. A més, és honorada a l'Islam.
El nom d'Elisabet prové de l'hebreu i significa jurament de Déu, promesa de Déu, Déu és el meu jurament.